# 武九客运专线

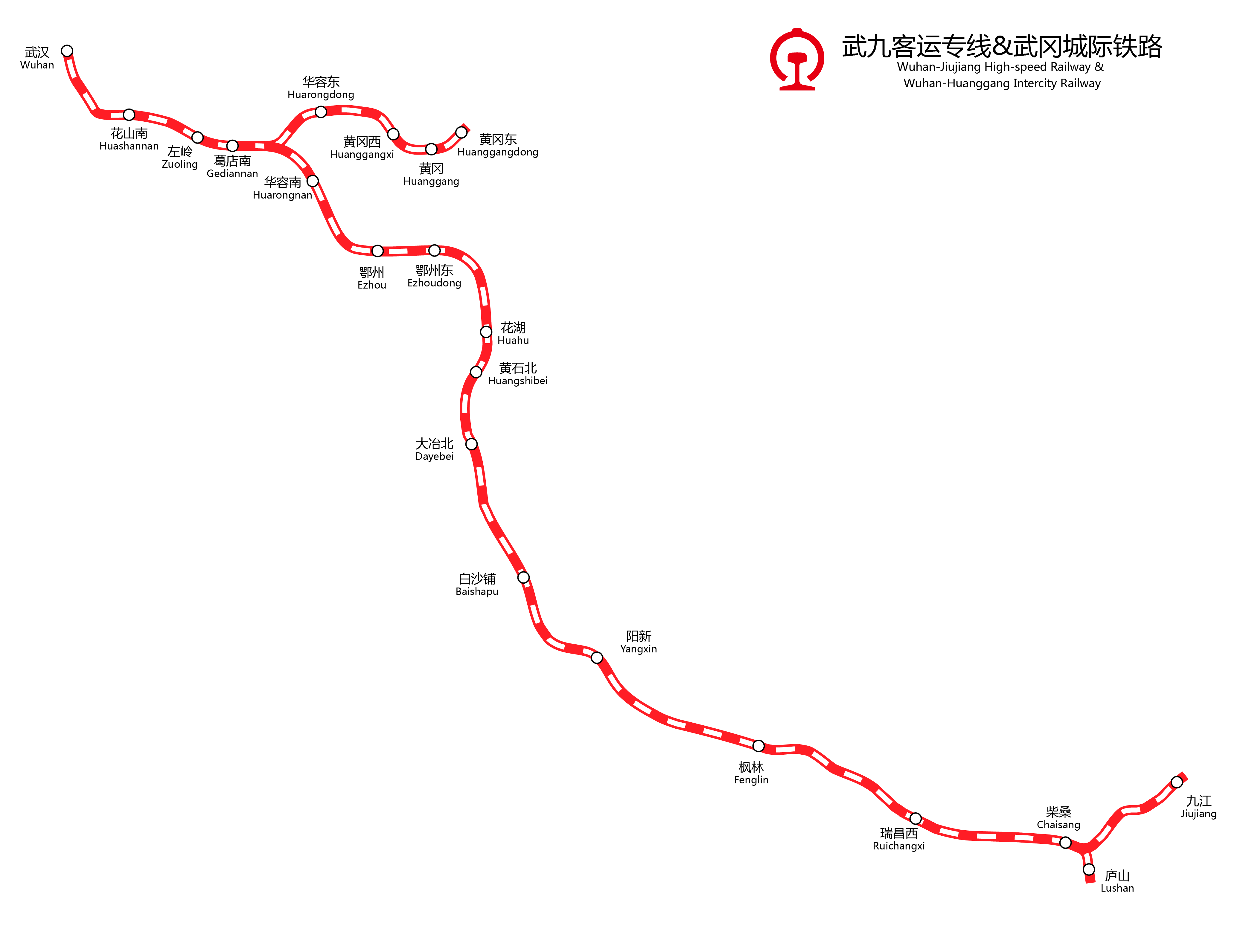
路线图

武九客运专线是中国大陆一条铁路客运专线，因连接湖北省武汉市和江西省九江市而得名。该线路江西段和湖北段先后于2013年底、2014年底动工，2017年9月21日全线通车。

## 概况
武汉至大冶北段与武黄城际铁路共线，于大冶北站出岔为新建线路，終到九江站。铁路为国铁Ⅰ级双线电气化铁路，设计时速为250公里，該鐵路東南方向將與昌九城際鐵路及昌福鐵路连接，形成一条连接中部地區、东南沿海地區的国家大通道；東與九景衢鐵路連接，形成一条連接中部和东部的快速通道。
武九客运专线全線通車後，武漢至九江將由現在的4小時縮減為1小時，武漢至南昌將由現在的2小時40分縮減為1.5小時。

## 车站
武九客运专线在武汉至大冶北段与武黄城际铁路共线，设武汉站、武汉南线路所、肖马杨线路所、花山线路所、花山南站、左岭站、葛店南站、华容南站、鄂州站、鄂州东站、花湖站、黄石北站、大冶北站，大冶北至九江段另设白沙铺站、阳新站、枫林站、瑞昌西站、柴桑站、庐山站、九江站。可与武汉地铁4号线在武汉火车站实现换乘。
| 名称                       | 英文名称    | 运价里程 （公里） | 所在地 | 所在地 | 所在地 | 到发线数目           |
| -------------------------- | ----------- | ----------------- | ------ | ------ | ------ | -------------------- |
| 武九客运专线（武汉至黄石） |             |                   |        |        |        |                      |
| 武汉站                     | Wuhan       | 0                 | 湖北省 | 武汉市 | 洪山区 | 3台5线（普速城际场） |
| 花山南站                   | Huashannan  | 14                | 湖北省 | 武汉市 | 洪山区 | 2台2线               |
| 左岭站                     | Zuoling     | 24                | 湖北省 | 武汉市 | 洪山区 | 2台2线               |
| 葛店南站                   | Gediannan   | 29                | 湖北省 | 鄂州市 | 华容区 | 2台6线               |
| 华容南站                   | Huarongnan  | 42                | 湖北省 | 鄂州市 | 华容区 | 2台2线               |
| 鄂州站                     | Ezhou       | 56                | 湖北省 | 鄂州市 | 鄂城区 | 2台4线               |
| 鄂州东站                   | Ezhoudong   | 64                | 湖北省 | 鄂州市 | 鄂城区 | 2台2线               |
| 花湖站                     | Huahu       | 79                | 湖北省 | 鄂州市 | 鄂城区 | 2台2线               |
| 黄石北站                   | Huangshibei | 85                | 湖北省 | 黄石市 | 下陆区 | 2台4线               |
| 大冶北站                   | Dayebei     | 95                | 湖北省 | 黄石市 | 大冶市 | 2台5线               |
| 武九客运专线（黄石至九江） |             |                   |        |        |        |                      |
| 白沙铺站                   | Baishapu    | 115               | 湖北省 | 黄石市 | 阳新县 | 2台4线               |
| 阳新站                     | Yangxin     | 132               | 湖北省 | 黄石市 | 阳新县 | 3台10线              |
| 枫林站                     | Fenglin     | 158               | 湖北省 | 黄石市 | 阳新县 | 2台4线               |
| 瑞昌西站                   | Ruichangxi  | 183               | 江西省 | 九江市 | 瑞昌市 | 2台5线               |
| 柴桑站                     | Chaisang    |                   | 江西省 | 九江市 | 柴桑区 |                      |
| 庐山站                     | Lushan      | 210               | 江西省 | 九江市 | 柴桑区 |                      |
| 九江站                     | Jiujiang    |                   | 江西省 | 九江市 | 濂溪区 | 5台12线              |

注：武汉站至鄂州站城际场的运价里程为56km，至鄂州站普速场的运价里程为60km。

## 建设历程

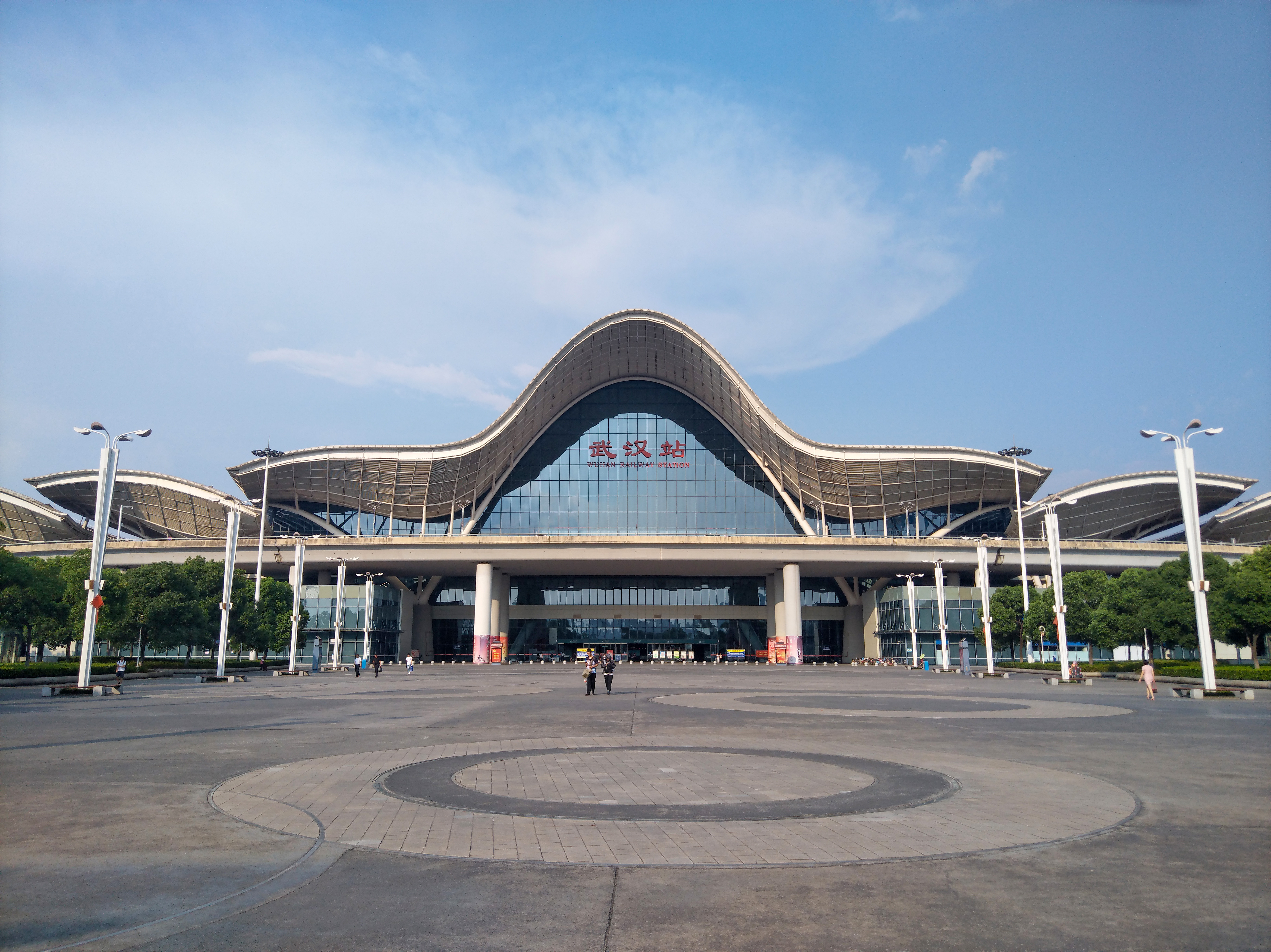
武汉站

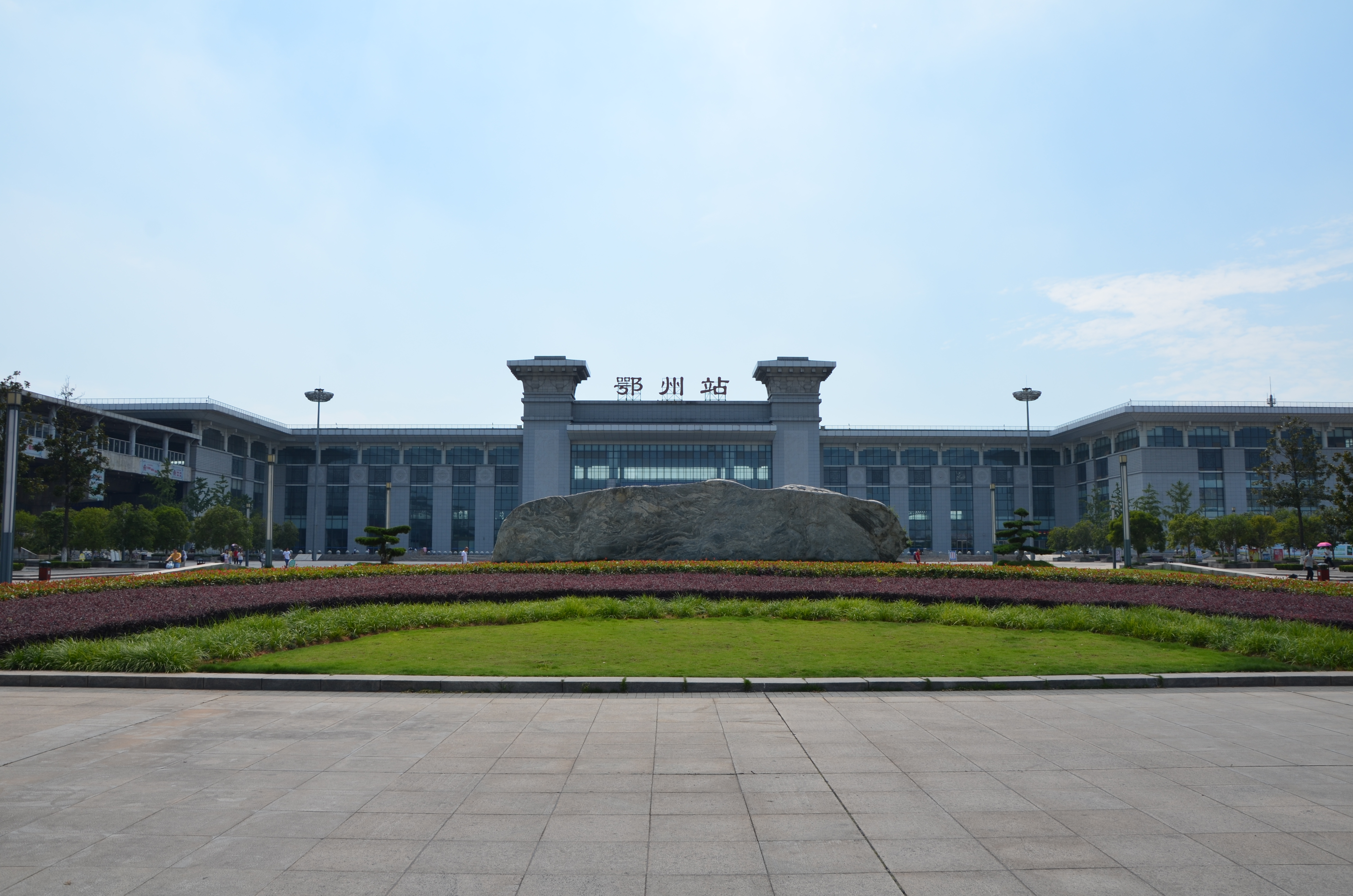
鄂州站

黄石北站

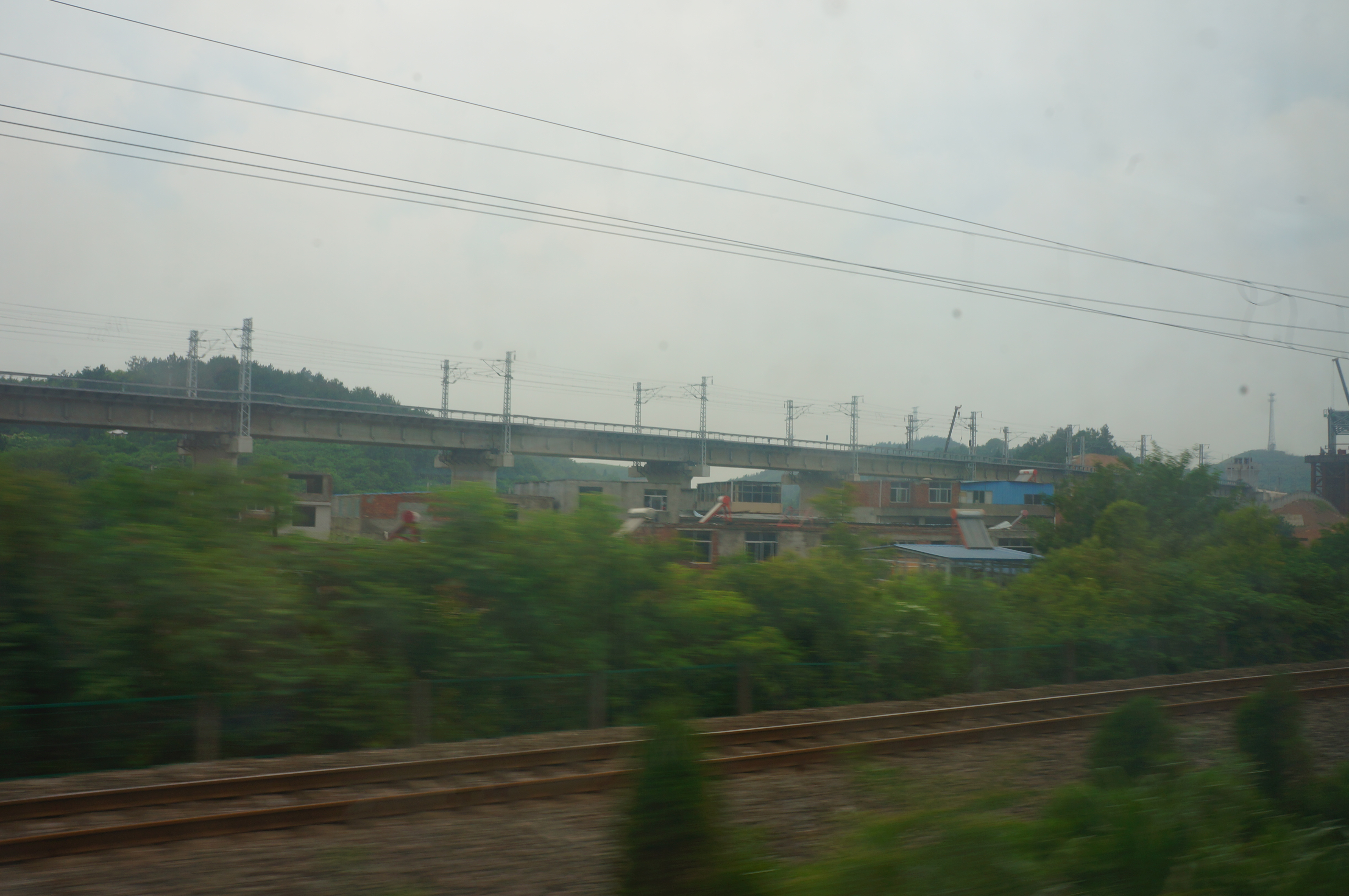
武九客专九江枢纽段

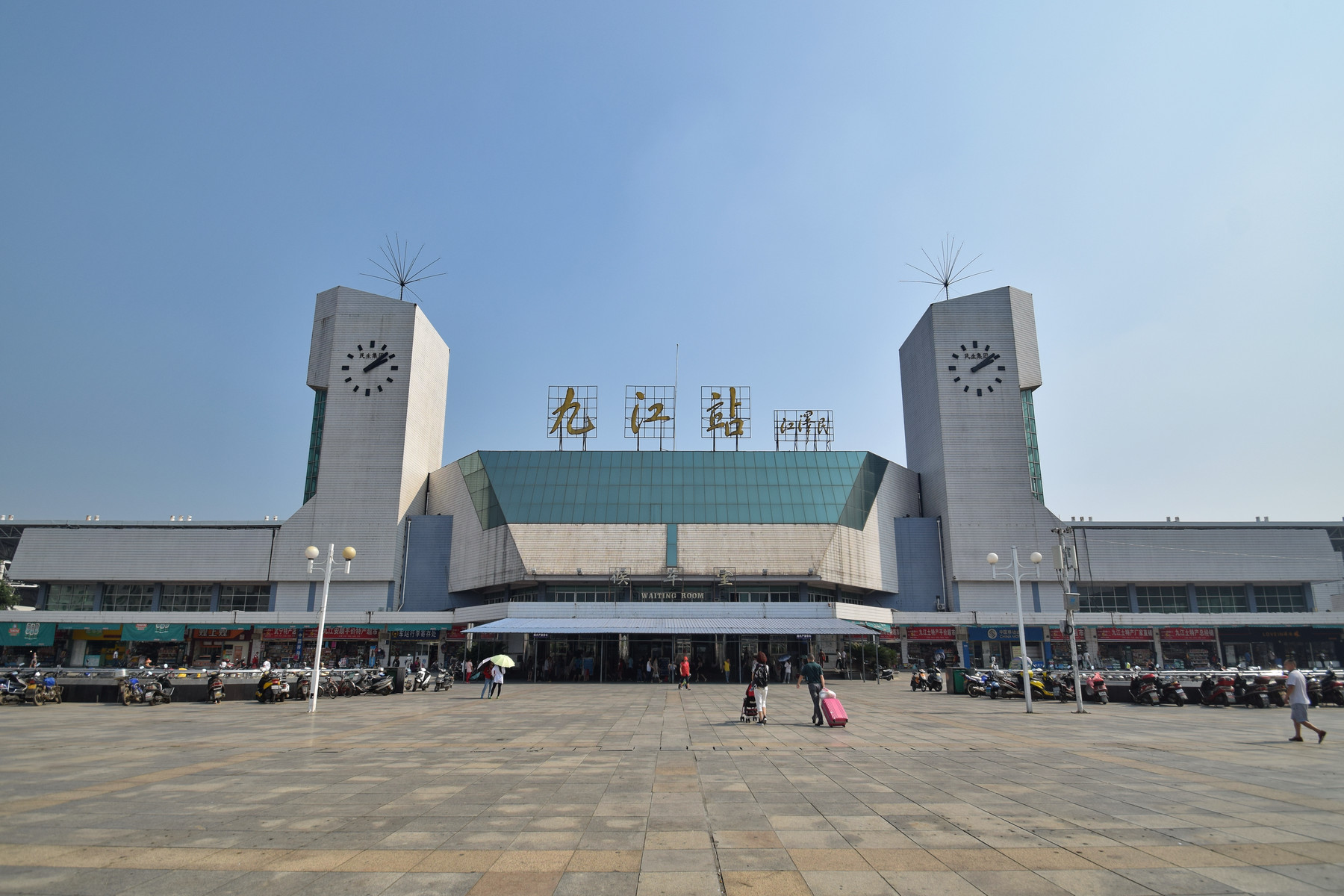
九江站

武九客运专线最早于2008年底提出；当时计划于2012年完工。
2009年底武广客运专线通车，有报道指出对江西的影响时同时指出武九客运专线时速为300公里以上。
2010年初武九客运专线的规划时速为350公里，其中江西段长58.8公里，并计划在2010年开建。6月17日确认在湖北武九客运专线将与武黄城际铁路衔接，而远期武汉至黄石段新建双线铁路与武黄城际铁路分开运行。2010年10月19日湖北省环境保护厅印发《新建大冶北至阳新铁路工程环评第一次公示》。
2010年有报道称该线路有望在2011年开建，然而到了2012年仍然停留在拟开建阶段，计划在2013年开建，此时设计近期时速200公里以上，远期时速达350公里，全长198公里。2012年10月19日到22日铁道部相关人员到庐山站、瑞昌南站场址现场踏勘。
2013年7月8日湖北省环境保护厅公示的《新建铁路大冶北至阳新铁路工程环境影响报告书（简本）》显示湖北境内的铁路数据有所修改，其中无砟轨道改为有砟轨道。7月26日江西省环境保护厅公布的《新建铁路瑞昌至九江铁路工程补充环境影响报告书》显示武九客运专线在江西的部分进行了很大的降级。
2013年10月，武九客专江西段初步设计获得铁路总公司的批复，12月29日正式动工。
新建瑞昌至九江铁路全部位于江西境内，该线与湖北境内新建的大冶北至阳新铁路及在建的武汉至黄石城际一起，共同组成武九客专。其中，瑞昌至九江铁路正线全长45.8公里，总概算70.48亿元，由中国铁路总公司与江西省共同出资建设。项目主要技术标准为客专、双线、时速250公里，沿途设九江、庐山、城门、瑞昌南4个车站，总工期为3年。。
2014年6月18日，作为武九客运专线组成部分的武黄城际铁路（武汉站至大冶北站）通车。
2014年12月，湖北段其余部分（大冶北站至鄂赣界）动工兴建。其正线长69.124公里，设大冶北站、白沙站、阳新站、枫林站4个车站，概算总投资73.83亿元，建设工期预计3年。
2016年6月，武九客专大冶北至九江区间开始铺轨。
2017年2月，武九客专湖北段开始联调连试工作：工程人员将对轨道、接触网、供变电、通信、振动噪声、路基等影响运行环境的各类参数进行采集、修正和调试。
2017年3月的报道得知，江西段车站改名“瑞昌南站”更名为“瑞昌西站”，"城门站"更名为“柴桑站”。
2017年4月，武九客运专线大冶北至阳新段开始联调联试。
2017年5月1日，湖北段开始试运行。
2017年5月26日，武九客运专线江西段铺轨贯通。
2017年6月12日，武九客运专线大冶北至阳新段开通运营。
2017年9月21日，武九客运专线阳新至九江段开通运营，原先经武九线的动车组列车全部改由武九客专运行。首发列车为更改运行区间后，南昌西往北京西的G488次，该班列车印有“厉害了我的国”的贴纸。